# Peucedanum abyssinicum
Peucedanum abyssinicum är en flockblommig växtart som beskrevs av Wilhelm Vatke. Peucedanum abyssinicum ingår i släktet siljor, och familjen flockblommiga växter. Inga underarter finns listade i Catalogue of Life.